# Цимбидиум гигантский
Цимби́диум гига́нтский (лат. Cymbidium iridioides) — вид однодольных растений рода Цимбидиум (Cymbidium) семейства Орхидные (Orchidaceae). Впервые описан британским ботаником Дэвидом Доном в 1825 году.

## Распространение и среда обитания
Известен из Китая (центральная, южная части страны и Тибет), Гималаев (включая индийский штат Ассам и Непал), Мьянмы и Вьетнама. Типовой экземпляр собран в Непале.
Предпочитает леса, заросли и затенённые скалы.

## Ботаническое описание
Эпифитное растение.

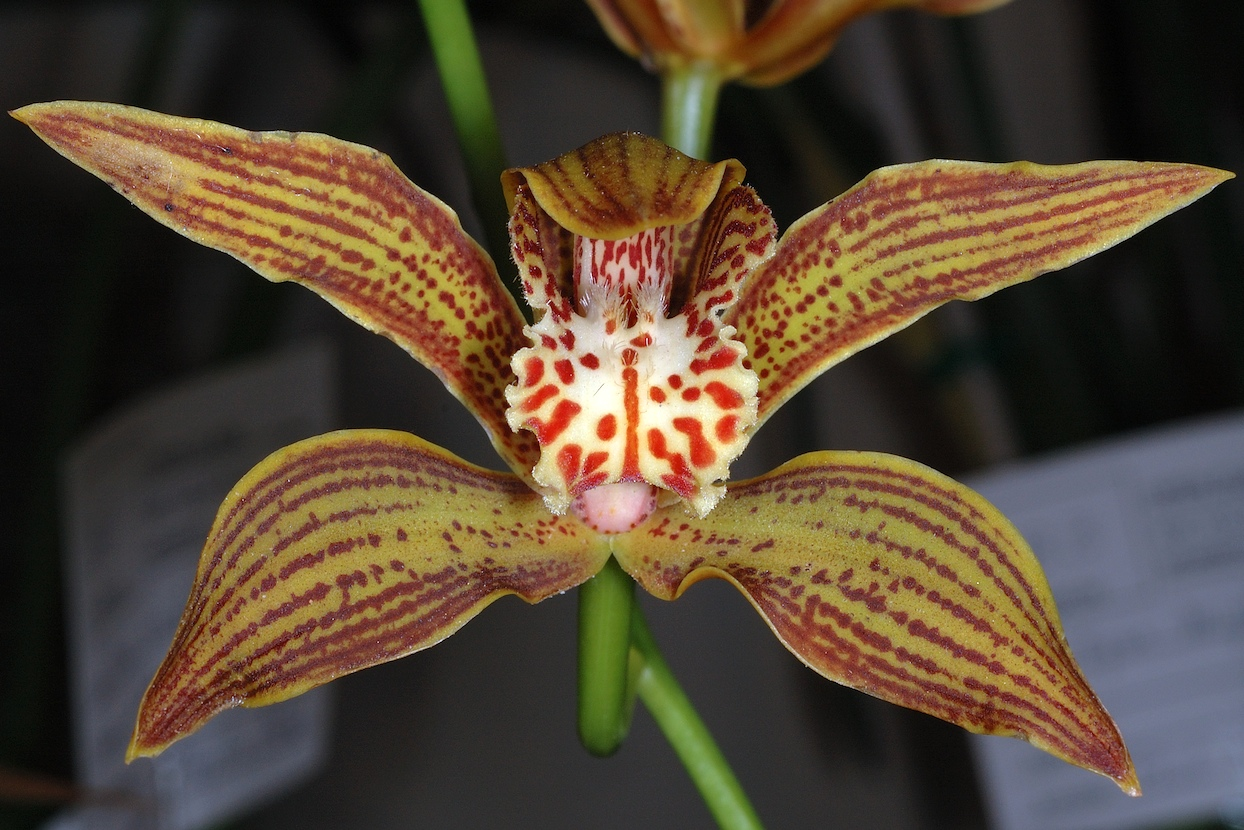
Цветок

Псевдобульба плоская, от эллипсоидно-яйцевидной до узко-яйцевидной.
Листьев 6—10, прикорневые.
Цветков по 3—17 на растении, ароматные, желтовато-зелёного цвета с бурыми либо красновато-коричневыми полосками; губа яйцевидно-треугольной формы, желтоватая, с красноватыми полосками и пятнами; колонка дугообразная, слегка опушённая.
Плод — коробочка.
Цветёт с августа по декабрь, плодоносит с февраля по апрель.

## Синонимы
Синонимичные названия:
- Cymbidium giganteum Wall. ex Lindl. nom. illeg.
- Cyperorchis gigantea (Blume) Schltr.
- Iridorchis gigantea Blume
- Limodorum longifolium Buch.-Ham. ex Lindl. nom. inval.